# Matters of the heart
Matters of the heart is het vierde studioalbum van René Froger. Het werd op 25 november 1991 uitgegeven. Op het album staan bekende maar ook onbekende liedjes. Vier van de elf nummers werden als singles uitgebracht, te weten "Man with a mission", "Woman, woman", "Kaylee" en "Still on your side".
Van Matters of the heart werden meer dan honderdduizend exemplaren verkocht. Het album leverde een gouden plaat op en in 1992 kreeg Froger een Edison Award voor het beste album uit Nederland. Later kreeg het een platina status.

## Tracklist
1. Man with a mission
2. Woman, woman
3. No reason in the world
4. That's what love can do
5. Kaylee
6. Still on your side
7. Tears in the rain
8. What about us
9. She's not you
10. I realy had it coming
11. Half a world away

## Hitnotering

### Matters Of The Heart (album)
| Hitnotering: 14-12-1991 t/m 21-12-1991 04-01-1992 t/m 04-07-1992 22-08-1992 t/m 12-09-1992 | Hitnotering: 14-12-1991 t/m 21-12-1991 04-01-1992 t/m 04-07-1992 22-08-1992 t/m 12-09-1992 | Hitnotering: 14-12-1991 t/m 21-12-1991 04-01-1992 t/m 04-07-1992 22-08-1992 t/m 12-09-1992 | Hitnotering: 14-12-1991 t/m 21-12-1991 04-01-1992 t/m 04-07-1992 22-08-1992 t/m 12-09-1992 | Hitnotering: 14-12-1991 t/m 21-12-1991 04-01-1992 t/m 04-07-1992 22-08-1992 t/m 12-09-1992 | Hitnotering: 14-12-1991 t/m 21-12-1991 04-01-1992 t/m 04-07-1992 22-08-1992 t/m 12-09-1992 | Hitnotering: 14-12-1991 t/m 21-12-1991 04-01-1992 t/m 04-07-1992 22-08-1992 t/m 12-09-1992 | Hitnotering: 14-12-1991 t/m 21-12-1991 04-01-1992 t/m 04-07-1992 22-08-1992 t/m 12-09-1992 | Hitnotering: 14-12-1991 t/m 21-12-1991 04-01-1992 t/m 04-07-1992 22-08-1992 t/m 12-09-1992 | Hitnotering: 14-12-1991 t/m 21-12-1991 04-01-1992 t/m 04-07-1992 22-08-1992 t/m 12-09-1992 | Hitnotering: 14-12-1991 t/m 21-12-1991 04-01-1992 t/m 04-07-1992 22-08-1992 t/m 12-09-1992 | Hitnotering: 14-12-1991 t/m 21-12-1991 04-01-1992 t/m 04-07-1992 22-08-1992 t/m 12-09-1992 | Hitnotering: 14-12-1991 t/m 21-12-1991 04-01-1992 t/m 04-07-1992 22-08-1992 t/m 12-09-1992 | Hitnotering: 14-12-1991 t/m 21-12-1991 04-01-1992 t/m 04-07-1992 22-08-1992 t/m 12-09-1992 | Hitnotering: 14-12-1991 t/m 21-12-1991 04-01-1992 t/m 04-07-1992 22-08-1992 t/m 12-09-1992 | Hitnotering: 14-12-1991 t/m 21-12-1991 04-01-1992 t/m 04-07-1992 22-08-1992 t/m 12-09-1992 | Hitnotering: 14-12-1991 t/m 21-12-1991 04-01-1992 t/m 04-07-1992 22-08-1992 t/m 12-09-1992 | Hitnotering: 14-12-1991 t/m 21-12-1991 04-01-1992 t/m 04-07-1992 22-08-1992 t/m 12-09-1992 | Hitnotering: 14-12-1991 t/m 21-12-1991 04-01-1992 t/m 04-07-1992 22-08-1992 t/m 12-09-1992 | Hitnotering: 14-12-1991 t/m 21-12-1991 04-01-1992 t/m 04-07-1992 22-08-1992 t/m 12-09-1992 | Hitnotering: 14-12-1991 t/m 21-12-1991 04-01-1992 t/m 04-07-1992 22-08-1992 t/m 12-09-1992 | Hitnotering: 14-12-1991 t/m 21-12-1991 04-01-1992 t/m 04-07-1992 22-08-1992 t/m 12-09-1992 | Hitnotering: 14-12-1991 t/m 21-12-1991 04-01-1992 t/m 04-07-1992 22-08-1992 t/m 12-09-1992 | Hitnotering: 14-12-1991 t/m 21-12-1991 04-01-1992 t/m 04-07-1992 22-08-1992 t/m 12-09-1992 | Hitnotering: 14-12-1991 t/m 21-12-1991 04-01-1992 t/m 04-07-1992 22-08-1992 t/m 12-09-1992 | Hitnotering: 14-12-1991 t/m 21-12-1991 04-01-1992 t/m 04-07-1992 22-08-1992 t/m 12-09-1992 | Hitnotering: 14-12-1991 t/m 21-12-1991 04-01-1992 t/m 04-07-1992 22-08-1992 t/m 12-09-1992 | Hitnotering: 14-12-1991 t/m 21-12-1991 04-01-1992 t/m 04-07-1992 22-08-1992 t/m 12-09-1992 | Hitnotering: 14-12-1991 t/m 21-12-1991 04-01-1992 t/m 04-07-1992 22-08-1992 t/m 12-09-1992 | Hitnotering: 14-12-1991 t/m 21-12-1991 04-01-1992 t/m 04-07-1992 22-08-1992 t/m 12-09-1992 | Hitnotering: 14-12-1991 t/m 21-12-1991 04-01-1992 t/m 04-07-1992 22-08-1992 t/m 12-09-1992 | Hitnotering: 14-12-1991 t/m 21-12-1991 04-01-1992 t/m 04-07-1992 22-08-1992 t/m 12-09-1992 | Hitnotering: 14-12-1991 t/m 21-12-1991 04-01-1992 t/m 04-07-1992 22-08-1992 t/m 12-09-1992 | Hitnotering: 14-12-1991 t/m 21-12-1991 04-01-1992 t/m 04-07-1992 22-08-1992 t/m 12-09-1992 | Hitnotering: 14-12-1991 t/m 21-12-1991 04-01-1992 t/m 04-07-1992 22-08-1992 t/m 12-09-1992 | Hitnotering: 14-12-1991 t/m 21-12-1991 04-01-1992 t/m 04-07-1992 22-08-1992 t/m 12-09-1992 |
| Week                                                                                       | 1                                                                                          | 2                                                                                          |                                                                                            | 3                                                                                          | 4                                                                                          | 5                                                                                          | 6                                                                                          | 7                                                                                          | 8                                                                                          | 9                                                                                          | 10                                                                                         | 11                                                                                         | 12                                                                                         | 13                                                                                         | 14                                                                                         | 15                                                                                         | 16                                                                                         | 17                                                                                         | 18                                                                                         | 19                                                                                         | 20                                                                                         | 21                                                                                         | 22                                                                                         | 23                                                                                         | 24                                                                                         | 25                                                                                         | 26                                                                                         | 27                                                                                         | 28                                                                                         |                                                                                            | 29                                                                                         | 30                                                                                         | 31                                                                                         | 32                                                                                         | 33                                                                                         |
| ------------------------------------------------------------------------------------------ | ------------------------------------------------------------------------------------------ | ------------------------------------------------------------------------------------------ | ------------------------------------------------------------------------------------------ | ------------------------------------------------------------------------------------------ | ------------------------------------------------------------------------------------------ | ------------------------------------------------------------------------------------------ | ------------------------------------------------------------------------------------------ | ------------------------------------------------------------------------------------------ | ------------------------------------------------------------------------------------------ | ------------------------------------------------------------------------------------------ | ------------------------------------------------------------------------------------------ | ------------------------------------------------------------------------------------------ | ------------------------------------------------------------------------------------------ | ------------------------------------------------------------------------------------------ | ------------------------------------------------------------------------------------------ | ------------------------------------------------------------------------------------------ | ------------------------------------------------------------------------------------------ | ------------------------------------------------------------------------------------------ | ------------------------------------------------------------------------------------------ | ------------------------------------------------------------------------------------------ | ------------------------------------------------------------------------------------------ | ------------------------------------------------------------------------------------------ | ------------------------------------------------------------------------------------------ | ------------------------------------------------------------------------------------------ | ------------------------------------------------------------------------------------------ | ------------------------------------------------------------------------------------------ | ------------------------------------------------------------------------------------------ | ------------------------------------------------------------------------------------------ | ------------------------------------------------------------------------------------------ | ------------------------------------------------------------------------------------------ | ------------------------------------------------------------------------------------------ | ------------------------------------------------------------------------------------------ | ------------------------------------------------------------------------------------------ | ------------------------------------------------------------------------------------------ | ------------------------------------------------------------------------------------------ |
| Nummer                                                                                     | 55                                                                                         | 31                                                                                         | uit                                                                                        | 27                                                                                         | 33                                                                                         | 41                                                                                         | 49                                                                                         | 63                                                                                         | 75                                                                                         | 81                                                                                         | 83                                                                                         | 78                                                                                         | 84                                                                                         | 74                                                                                         | 60                                                                                         | 42                                                                                         | 32                                                                                         | 30                                                                                         | 28                                                                                         | 21                                                                                         | 26                                                                                         | 32                                                                                         | 39                                                                                         | 43                                                                                         | 45                                                                                         | 54                                                                                         | 63                                                                                         | 67                                                                                         | 82                                                                                         | 94                                                                                         | uit                                                                                        | 97                                                                                         | 90                                                                                         | 82                                                                                         | 98                                                                                         |

### Man With A Mission (single)
| Hitnotering: 16/04/1992 t/m 20/06/1992 | Hitnotering: 16/04/1992 t/m 20/06/1992 | Hitnotering: 16/04/1992 t/m 20/06/1992 | Hitnotering: 16/04/1992 t/m 20/06/1992 | Hitnotering: 16/04/1992 t/m 20/06/1992 | Hitnotering: 16/04/1992 t/m 20/06/1992 | Hitnotering: 16/04/1992 t/m 20/06/1992 | Hitnotering: 16/04/1992 t/m 20/06/1992 | Hitnotering: 16/04/1992 t/m 20/06/1992 | Hitnotering: 16/04/1992 t/m 20/06/1992 | Hitnotering: 16/04/1992 t/m 20/06/1992 |
| Week                                   | 1                                      | 2                                      | 3                                      | 4                                      | 5                                      | 6                                      | 7                                      | 8                                      | 9                                      | 10                                     |
| -------------------------------------- | -------------------------------------- | -------------------------------------- | -------------------------------------- | -------------------------------------- | -------------------------------------- | -------------------------------------- | -------------------------------------- | -------------------------------------- | -------------------------------------- | -------------------------------------- |
| Nummer                                 | 90                                     | 72                                     | 61                                     | 49                                     | 40                                     | 24                                     | 31                                     | 44                                     | 54                                     | 82                                     |

### Woman, Woman (single)
| Hitnotering: 08/02/1992 t/m 25/04/1992 | Hitnotering: 08/02/1992 t/m 25/04/1992 | Hitnotering: 08/02/1992 t/m 25/04/1992 | Hitnotering: 08/02/1992 t/m 25/04/1992 | Hitnotering: 08/02/1992 t/m 25/04/1992 | Hitnotering: 08/02/1992 t/m 25/04/1992 | Hitnotering: 08/02/1992 t/m 25/04/1992 | Hitnotering: 08/02/1992 t/m 25/04/1992 | Hitnotering: 08/02/1992 t/m 25/04/1992 | Hitnotering: 08/02/1992 t/m 25/04/1992 | Hitnotering: 08/02/1992 t/m 25/04/1992 | Hitnotering: 08/02/1992 t/m 25/04/1992 | Hitnotering: 08/02/1992 t/m 25/04/1992 |
| Week                                   | 1                                      | 2                                      | 3                                      | 4                                      | 5                                      | 6                                      | 7                                      | 8                                      | 9                                      | 10                                     | 11                                     | 12                                     |
| -------------------------------------- | -------------------------------------- | -------------------------------------- | -------------------------------------- | -------------------------------------- | -------------------------------------- | -------------------------------------- | -------------------------------------- | -------------------------------------- | -------------------------------------- | -------------------------------------- | -------------------------------------- | -------------------------------------- |
| Nummer                                 | 94                                     | 71                                     | 58                                     | 43                                     | 36                                     | 30                                     | 21                                     | 19                                     | 33                                     | 46                                     | 75                                     | 99                                     |

### Kaylee (single)
| Hitnotering: 20/06/1992 t/m 22/08/1992 | Hitnotering: 20/06/1992 t/m 22/08/1992 | Hitnotering: 20/06/1992 t/m 22/08/1992 | Hitnotering: 20/06/1992 t/m 22/08/1992 | Hitnotering: 20/06/1992 t/m 22/08/1992 | Hitnotering: 20/06/1992 t/m 22/08/1992 | Hitnotering: 20/06/1992 t/m 22/08/1992 | Hitnotering: 20/06/1992 t/m 22/08/1992 | Hitnotering: 20/06/1992 t/m 22/08/1992 | Hitnotering: 20/06/1992 t/m 22/08/1992 | Hitnotering: 20/06/1992 t/m 22/08/1992 |
| Week                                   | 1                                      | 2                                      | 3                                      | 4                                      | 5                                      | 6                                      | 7                                      | 8                                      | 9                                      | 10                                     |
| -------------------------------------- | -------------------------------------- | -------------------------------------- | -------------------------------------- | -------------------------------------- | -------------------------------------- | -------------------------------------- | -------------------------------------- | -------------------------------------- | -------------------------------------- | -------------------------------------- |
| Nummer                                 | 95                                     | 83                                     | 74                                     | 59                                     | 45                                     | 31                                     | 30                                     | 44                                     | 58                                     | 87                                     |

### Still On Your Side (single)
| Hitnotering: 16/11/1991 t/m 01/02/1992 | Hitnotering: 16/11/1991 t/m 01/02/1992 | Hitnotering: 16/11/1991 t/m 01/02/1992 | Hitnotering: 16/11/1991 t/m 01/02/1992 | Hitnotering: 16/11/1991 t/m 01/02/1992 | Hitnotering: 16/11/1991 t/m 01/02/1992 | Hitnotering: 16/11/1991 t/m 01/02/1992 | Hitnotering: 16/11/1991 t/m 01/02/1992 | Hitnotering: 16/11/1991 t/m 01/02/1992 | Hitnotering: 16/11/1991 t/m 01/02/1992 | Hitnotering: 16/11/1991 t/m 01/02/1992 | Hitnotering: 16/11/1991 t/m 01/02/1992 |
| Week                                   | 1                                      | 2                                      | 3                                      | 4                                      | 5                                      | 6                                      | 7                                      | 8                                      | 9                                      | 10                                     | 11                                     |
| -------------------------------------- | -------------------------------------- | -------------------------------------- | -------------------------------------- | -------------------------------------- | -------------------------------------- | -------------------------------------- | -------------------------------------- | -------------------------------------- | -------------------------------------- | -------------------------------------- | -------------------------------------- |
| Nummer                                 | 92                                     | 65                                     | 43                                     | 27                                     | 20                                     | 16                                     | 20                                     | 27                                     | 35                                     | 54                                     | 89                                     |